# Кършияка (област)
Вижте пояснителната страница за други значения на Кършияка.
Кършияка или Кършияк (на македонска литературна норма: Каршијака или Каршијак) е малка историко-географска област в северната част на Северна Македония.

## География
Областта Кършияка се намира в южната част на Скопското поле, южно и югоизточно от град Скопие. Тя обхваща двата склона на планината Водно и котловината на Маркова река между Водно и Караджица. На юг Кършияка граничи с Торбешията. Границата между двете области е религиозна – Кършияка е християнска, Торбешията мюсюлманска. Областта е равнинно-хълмиста с надморска височина от 250 до 700 метра. Най-висока точка е върхът на Водно –
Кърствар, 1066 метра.

## Населени места
Броят на населените места в Кършияка се променя поради бързото разширяване не Скопие, чиито южни квартали традиционно спадат към Кършияка. Днес областта е поделена между общините Сопище и Кисела вода. Към Кършияка спадат селата Сопище, Ракотинци, Говърлево, Барово, Горно Сълне, Долно Сълне, Добри дол и Чифлик от община Сопище, както и Усие, Драчево и Припор от община Кисела вода, Горно Лисиче и Долно Лисиче от община Аеродром.
В миналото като част от Кършияка се смятат и Кисела вода, Пържино и Църниче, днес квартали на Скопие и селата Горно Водно, Долно Водно и Капищец, които днес са част от Център. Според някои извори селата Горно и Долно Нерези от община Карпош също принадлежат към Кършияка.